# 이신덴정
이신덴정(一身田町)은 미에현에 이난군에 있던 촌이다. 현재의 쓰시 이신덴정에 해당한다.

## 역사
- 1889년 4월 1일 - 정촌제 시행에 의해 안키군 이신덴촌이 성립하였다.
- 1896년 4월 1일 - 군제 시행에 의해 이난군으로 변경되었다.
- 1911년 4월 1일 - 정으로 승격해 이신덴정이 되었다.
- 1954년 1월 15일 - 쓰시에 편입해, 동일 이신덴정은 폐지되었다.

## 교통

### 철도
- 긴키 닛폰 철도
  - 나고야선

## 참고문헌
- 『가도카와 일본 지명 대사전 24 三重県』。
- 蒲生隆宏編著『東京横浜三重県人評伝』三重県人雑誌社、1930年。
- 岩田俊二『津市 地方都市の建設史』農林統計出版、2010年3月15日、173p. ISBN 978-4-89732-188-2。